# Blue Blood
Blue Blood er en amerikansk stumfilm fra 1925 instrueret af Scott R. Dunlap.

## Medvirkende
- George Walsh som Robert Chester
- Cecille Evans som Geraldine Hicks
- Philo McCullough som Percy Horton
- Joan Meredith som Delight Burns
- Robert Bolder som Leander Hicks
- Harvey Clark som Tim Reilly
- Spencer Bell som Amos Jeenkins
- Eugene Borden som Charley Stevens